# منتخب اليونان لكرة اليد للسيدات
منتخب اليونان لكرة اليد للسيدات هو الممثل الرسمي لدولة اليونان في رياضة كرة اليد. شارك هذا المنتخب في الألعاب الأولمبية الصيفية 2004 وأحرز المركز العاشر.